# Kanton Mazamet-Sud-Ouest
Kanton Mazamet-Sud-Ouest is een voormalig kanton van het Franse departement Tarn. Kanton Mazamet-Sud-Ouest maakte deel uit van het arrondissement Castres. Het werd opgeheven bij decreet van 17 februari 2014 met uitwerking op 22 maart 2015.

## Gemeenten
Het kanton Mazamet-Sud-Ouest omvatte de volgende gemeenten:
- Aiguefonde
- Aussillon
- Caucalières
- Mazamet (deels, hoofdplaats)